# Рансом Канјон (Тексас)
Рансом Канјон (енгл. Ransom Canyon) град је у америчкој савезној држави Тексас. По попису становништва из 2010. у њему је живело 1.096 становника.

## Демографија
Према попису становништва из 2010. у граду је живело 1.096 становника, што је 85 (8,4%) становника више него 2000. године.
| Група             | 2000.       | 2010.       |
| Белци             | 945 (93,5%) | 991 (90,4%) |
| Афроамериканци    | 4 (0,4%)    | 10 (0,9%)   |
| Азијати           | 4 (0,4%)    | 10 (0,9%)   |
| Хиспаноамериканци | 49 (4,8%)   | 78 (7,1%)   |
| Укупно            | 1.011       | 1.096       |